# That's the Way (I Like It)
«That's the way (I like it)» es una canción escrita por H.W. (KC) Casey y Richard Finch, grabada y lanzada en 1975 por K.C. & the Sunshine Band para su segundo álbum del mismo nombre. La canción fue considerada subida de tono en el momento debido a un subjetivo significado detrás del título, así como su coro con varios  "uh-huhs" y sus versos. Se convirtió en su mejor segundo hit en el Billboard Hot 100, y es uno de los pocos grandes éxitos en la historia que alcanzó el número uno en más de una ocasión, durante un período de un mes que lo hizo entre noviembre y diciembre de 1975. La canción encabezó la lista pop de EE. UU. por una semana y fue reemplazado por "Fly, Robin, Fly" de Silver Convention. Volvió al puesto número uno durante una semana adicional después de "Fly, Robin, Fly" completando así sus tres semanas de carrera. El sencillo también pasó una semana en el número uno en la lista de singles de alma. En Canadá, también alcanzó el número uno, con una lista RPM en la parte superior de las listas en el 13 de diciembre de 1975. Es considerado por muchos como uno de los temas más icónicos y populares de la época disco.

## Versiones
- En 1996, Spin Doctor y Biz Markie realizaron su propia versión de la canción para la película Space Jam, la cual también salió en el CD con el Sountrack de la misma.
- En 2004, Westlife realizó la canción en su gira de entrega.
- En 1984, la banda británica de synth pop Dead or Alive realizó su versión incluida en su álbum Sophisticated Boom Boom. Esta versión logró alcanzar el número 22 en las listas británicas[2]
- En 2006, el grupo Tropicalisimo Apache (Nueva Imagen) realizó una versión estilo cumbia de esta canción.

## Listas
| Lista (1975)                         | Posición |
| ------------------------------------ | -------- |
| Alemania (Media Control AG)          | 20       |
| Australia (Kent Music Report)        | 5        |
| Bélgica (Flandes) (Ultratop 50)      | 2        |
| Canadá (RPM Top Singles)             | 1        |
| Estados Unidos (Billboard Hot 100)   | 1        |
| Estados Unidos (R&B Singles)         | 1        |
| Estados Unidos (Hot Dance Club Play) | 1        |
| Estados Unidos (Hot Disco Singles)   | 8        |
| Francia (SNEP)                       | 35       |
| Irlanda (IRMA)                       | 17       |
| Italia (FIMI)                        | 7        |
| Noruega (VG-lista)                   | 5        |
| Nueva Zelanda (Recorded Music NZ)    | 12       |
| Países Bajos (Dutch Top 40)          | 1        |
| Reino Unido (UK Singles Chart)       | 4        |
| Suecia (Sverigetopplistan)           | 3        |

### Sucesión en listas
| Anterior: «Island Girl» de Elton John «Fly, Robin, Fly» de Silver Convention | Billboard Hot 100 — Sencillo Nro 1 22 de noviembre de 1975 20 de diciembre de 1975 | Siguiente: «Fly, Robin, Fly» de Silver Convention «Let's Do It Again» de The Staple Singers |
| Anterior: «Black Superman» de Johnny Wakelin                                 | RPM Top Singles — Sencillo Nro 1 13 de diciembre de 1975 — 3 de enero de 1976      | Siguiente: «Saturday Night» de Bay City Rollers                                             |